# Francisco II Sforza
Francisco II Sforza ou Francisco Maria Sforza, em italiano Francesco Maria Sforza, (Milão, 4 de fevereiro de 1495 – Vigevano, 24 de outubro de 1535) foi o último Duque independente de Milão, cargo que ocupou desde 1521 a 1535.

## Biografia
Em jovem, foge com seu pai, Ludovico Sforza, chamado il Moro, e com seu irmão mais velho Maximiliano Sforza, para a corte do imperador Maximiliano I de Habsburgo, um parente dos Sforza por ter desposado Branca Maria Sforza, irmã de Galeazzo Maria Sforza. Permanece na corte imperial e é-lhe vocacionada uma carreira eclesiástica.
Em 1508, seu pai morre em França, onde se encontrava prisioneiro desde que os franceses tinham reconquistado Milão em 1500.
Sob o impulso do Papa Júlio II é constituída a Santa Liga, que engloba numerosos estados italianos, a Espanha, a Inglaterra, o Sacro Império Romano Germánico e mercenários suíços que, em 1512, reconquista o Ducado de Milão entregando-o a Maximiliano, filho mais velho de Ludovico Sforza.
No entanto, três anos depois, Maximiliano ver-se-ia obrigado a ceder o seu estado ao rei da França, Francisco I. Por fim, em 1525, o imperador Carlos V, derrota os franceses em Pavía , restituindo o Ducado a Francisco María Sforza, que adoptaria o nome de Francisco II.

## Ducado
Nono e último duque de Milão levou a cabo uma necessária reordenação do estado, debilitado e empobrecido por 25 anos de guerras, promovendo uma recuperação económica e cultural; Carlos V faz-o casar com a sua sobrinha, a princesa Cristina da Dinamarca (na altura apenas com 9 anos de idade, não lhe podendo, ainda, dar-lhe filhos). Francisco morre em 1535 sem deixar descendência –ao menos legítima- aos Sforza. Os territórios do Ducado de Milão são, então, incluídos nos domínios de Carlos V, convertido em imperador. Inicia-se assim a época do domínio espanhol do ducado de Milão, que manter-se-á até 1714, quando o tratado de Utrecht conceda sua posse ao imperador da Áustria.